# Kejiu
Kejiu (kinesiska: 可久镇, 可久) är en köping i Kina. Den ligger i provinsen Sichuan, i den sydvästra delen av landet, omkring 260 kilometer söder om provinshuvudstaden Chengdu. Antalet invånare är 14 490. Befolkningen består av 7 129 kvinnor och 7 361 män. Barn under 15 år utgör 24,0 %, vuxna 15-64 år 64 %, och äldre över 65 år 11,0 %.
Genomsnittlig årsnederbörd är 1 329 millimeter. Den regnigaste månaden är juli, med i genomsnitt 290 mm nederbörd, och den torraste är januari, med 17 mm nederbörd.